# الهایلاه
ال-هایلاه یک منطقهٔ مسکونی در یمن است که در استان حضرموت واقع شده‌است.